# Strada nazionale A008
La strada nazionale A008 (Ruta Nacional A008 in spagnolo) è una strada statale argentina che aggira la città di Rosario, descrivendo parzialmente un arco da est a nord-ovest nell'area metropolitana rosarina. La sua denominazione ufficiale è Avenida de Circunvalación 25 de Mayo in omaggio alla Rivoluzione di Maggio.

## Storia
La strada fu progettata negli anni cinquanta con l'obbiettivo di decongestionare il centro di Rosario dal traffico e allo stesso tempo di ridurre sensibilmente i tempi di attraversamento della città. Nel 1969 fu così aperto al traffico il primo tratto della tangenziale, mentre nel 1982 fu inaugurata la sezione che conduce al porto fluviale cittadino.

## Percorso
La strada ha origine come prosecuzione dell'avenida Belgrano, nel quartiere di General José de San Martín, a sud-est del centro di Rosario. La tangenziale costeggia così il porto, procedendo parallelamente al corso del fiume Paraná, e attraversa il torrente Saladillo. Raggiunto il sobborgo di Gálvez, la strada curva verso ovest intersecando la provinciale 21 e successivamente la strada nazionale 9, proveniente da Buenos Aires.
In seguito la tangenziale, che nel frattempo ha raggiunto i sobborghi sud-occidentali, curva sensibilmente verso nord-ovest intersecandosi in successione con la provinciale 18, la strada nazionale 33 per Bahía Blanca e l'autostrada per Córdoba. Una volta superato il torrente Ludueña la tangenziale volge verso nord-est, attraversando i quartieri settentrionali di Rosario ed intersecando la strada nazionale 34 per il nord-ovest argentino, l'autostrada per Santa Fe e la strada nazionale 11. All'altezza di quest'ultimo svincolo, al confine con il sobborgo di Granadero Baigorria, s'innesta nella strada nazionale 174 per Victoria.